# Farádi Vörös Ignác
(Farádi) Vörös Ignác (Veszkény, 1757. – Arad, 1825. december 22./1826. január 8.) magyar jogász, politikus.

## Életpályája
Jogi tanulmányait 1776-ban végezte el Nagyszombat városában. 1778-ig Pesten joggyakornok volt; 1778-ban ügyvédi vizsgát tett. 1779-ben Temes vármegyében főszolgabíró lett. 1786-ig volt tagja a temesvári szabadkőműves páholynak. 1788–1789 között a török háborúban hadbiztos volt. 1790-ben Temes vármegye országgyűlési követe volt. 1796-ban visszavonult, 1809-től Aradon élt. 1802-től Temes vármegye táblabírája volt.

## Művei
- Farádi Vörös Ignác visszaemlékezései az 1778–1822 évekről; bevezetéssel és jegyzetekkel ellátta és kiadta Madzsar Imre, Budapest, 1927 (Fontes historiae Hungaricae aevi recentioris; Magyarország újabbkori történetének forrásai. Emlékiratok)